# Список претендентів на 91-шу премію «Оскар» за найкращий фільм іноземною мовою
Премія «Оскар»

<< Попер. список • Наст. список >>
Це — список фільмів, висунутих на 91-шу премію «Оскар» за найкращий фільм іноземною мовою. З моменту створення категорії в 1956 році Академія кінематографічних мистецтв і наук щороку запрошує кіноіндустрії різних країн для висунення їхніх найкращих фільмів на премію «Оскар». Нагорода щорічно вручається Академією повнометражному фільму, виробленому за межами США переважно неанглійською мовою. Оскарівський комітет спостерігає за процесом і розглядає всі висунуті фільми.
Висунуті фільми повинні вийти в кінопрокат (щонайменше сім днів комерційного показу) в першу чергу в своїх країнах у період з 1 жовтня 2017 року по 30 вересня 2018 року. Заявки приймалися до 1 жовтня 2018 року.
У грудні 2018 року з довгого списку до короткого були відібрані 9 фільмів-фіналістів, з яких 5 були оголошені номінантами 22 січня 2019 року.
| Країна                   | Фільм                                               | Оригінальна назва                                        | Мова(-и)                                                     | Режисер(и)                        | Результат       | Дж            |
| ------------------------ | --------------------------------------------------- | -------------------------------------------------------- | ------------------------------------------------------------ | --------------------------------- | --------------- | ------------- |
| Австралія                | Джирга                                              | Jirga                                                    | пуштунська, англійська                                       | Бенжамін Ґілмор                   | Не номінований  | [ 7 ]         |
| Австрія                  | Вальс Вальдгайма                                    | Waldheims Walzer                                         | німецька, англійська, французька                             | Рут Бекерманн                     | Не номінований  | [ 8 ]         |
| Алжир                    | До кінця світу                                      | إلى آخر الزمان (Akher Ezaman)                            | арабська                                                     | Ясмін Чуїх                        | Не номінований  | [ 9 ]         |
| Аргентина                | Ангел                                               | El Ángel                                                 | іспанська                                                    | Луїс Ортега                       | Не номінований  | [ 10 ]        |
| Афганістан               | Рона, мати Азима                                    | رونا مادر عظیم (Rona, Madar-e Azim)                      | перська, дарі                                                | Джамшид Махмуді                   | Не номінований  | [ 11 ]        |
| Бангладеш                | Утоплений                                           | ডুব (Doob)                                                | бенгалі, англійська                                          | Мостофа Сарвар Фарукі             | Не номінований  | [ 12 ]        |
| Бельгія                  | Дівчина                                             | Girl                                                     | нідерландська, французька                                    | Лукас Донт                        | Не номінований  | [ 13 ]        |
| Білорусь                 | Кришталь                                            | Хрусталь                                                 | російська, англійська                                        | Дар'я Жук                         | Не номінований  | [ 14 ]        |
| Болгарія                 | Всюдисущий                                          | Вездесъщият                                              | болгарська                                                   | Ілян Джевелеков                   | Не номінований  | [ 15 ]        |
| Болівія                  | Стіни                                               | Muralla                                                  | іспанська                                                    | Родріго Патіно                    | Не номінований  | [ 16 ]        |
| Боснія і Герцеговина     | Не залишай мене                                     | Ne ostavljaj me                                          | арабська, турецька                                           | Айда Бегіч                        | Не номінований  | [ 17 ]        |
| Бразилія                 | Шоу Містіко                                         | O Grande Circo Místico                                   | португальська                                                | Карлус Дієґіс                     | Не номінований  | [ 18 ]        |
| Велика Британія          | Я не відьма                                         | I Am Not a Witch                                         | англійська, бемба                                            | Рунґано Ніоні                     | Не номінований  | [ 19 ]        |
| Венесуела                | Сім'я                                               | La familia                                               | іспанська                                                    | Ґуставо Рондон Кордова            | Не номінований  | [ 20 ]        |
| Вірменія                 | Спітак                                              | ՍՊԻՏԱԿ                                                   | вірменська                                                   | Олександр Котт                    | Не номінований  | [ 21 ]        |
| В'єтнам                  | Кравець                                             | Cô Ba Sài Gòn                                            | в'єтнамська                                                  | Тран Буу Лок, Нгуєн Ле Фуонг Ханг | Не номінований  | [ 22 ]        |
| Гонконг                  | Операція у Червоному морі                           | 红海行动                                                 | мандаринська                                                 | Данте Лам                         | Не номінований  | [ 23 ]        |
| Греція                   | Поліксен                                            | Πολυξένη                                                 | грецька, турецька                                            | Дора Масклавану                   | Не номінований  | [ 24 ]        |
| Грузія                   | Намме                                               | ნამე (Namme)                                             | грузинська                                                   | Заза Халваші                      | Не номінований  | [ 25 ]        |
| Данія                    | Винний                                              | Den skyldige                                             | данська                                                      | Густав Меллер                     | Шорт-лист/9     | [ 4 ]         |
| Домініканська Республіка | Кокоте                                              | Cocote                                                   | іспанська                                                    | Нельсон Карло де Лос Сантос Аріас | Не номінований  | [ 26 ]        |
| Еквадор                  | Син людський                                        | A Son of Man                                             | іспанська, англійська, німецька, кечуанська                  | Jamaicanoproblem та Пабло Аґеро   | Не номінований  | [ 27 ]        |
| Естонія                  | Взяти або залишити                                  | Võta või jäta                                            | естонська                                                    | Лійна Тришкіна-Вангатало          | Не номінований  | [ 28 ]        |
| Єгипет                   | Йомеддін                                            | يوم الدين                                                | арабська                                                     | Абу Бакр Шоукі                    | Не номінований  | [ 29 ]        |
| Ємен                     | За 10 днів до весілля                               | 10 أيام قبل الزفة                                        | арабська                                                     | Амр Джамал                        | Не номінований  | [ 21 ]        |
| Ізраїль                  | Кондитер                                            | האופה-מברלין                                             | іврит, німецька, англійська                                  | Офір Рауль Ґрайзер                | Не номінований  | [ 30 ]        |
| Індія                    | Сільські рок-зірки                                  | ভিলেজ ৰকষ্টাৰছ্ (Village Rockstars)                           | асамська                                                     | Рима Дас                          | Не номінований  | [ 31 ]        |
| Індонезія                | Марліна, вбивця у чотирьох актах                    | Marlina Si Pembunuh dalam Empat Babak                    | індонезійська                                                | Моулі Суря                        | Не номінований  | [ 32 ]        |
| Ірак                     | Подорож                                             | الرحلة                                                   | арабська                                                     | Мохамед Аль-Дараджі               | Не номінований  | [ 33 ]        |
| Іран                     | Ні дати, ні підпису                                 | "بدون تاریخ، بدون امضا                                   | перська                                                      | Вахід Джалільванд                 | Не номінований  | [ 34 ]        |
| Ісландія                 | Гірська жінка: на війні                             | Kona fer í stríð                                         | ісландська, іспанська, англійська, українська                | Бенедикт Ерлінґссон               | Не номінований  | [ 35 ]        |
| Іспанія                  | Чемпіони                                            | Campeones                                                | іспанська                                                    | Хав'єр Фессер                     | Не номінований  | [ 36 ]        |
| Італія                   | Догмен                                              | Dogman                                                   | італійська                                                   | Маттео Ґарроне                    | Не номінований  | [ 37 ]        |
| Казахстан                | Айка                                                | Айка                                                     | російська                                                    | Сергій Дворцевой                  | Шорт-лист/9     | [ 4 ]         |
| Камбоджа                 | Могили без імен                                     | ផ្នូរគ្មានឈ្មោះ (Les tombeaux sans noms)                        | французька, кхмерська                                        | Ритхі Пань                        | Не номінований  | [ 38 ]        |
| Канада                   | Сторожовий пес                                      | Chien de garde                                           | французька                                                   | Софі Дюпуа                        | Не номінований  | [ 39 ]        |
| Кенія                    |                                                     | Supa Modo                                                | суахілі                                                      | Лікаріон Вайнаїна                 | Не номінований  | [ 40 ]        |
| Киргизстан               | Нічна аварія                                        | Ночная авария (Tunku Kyrsyk)                             | киргизька                                                    | Темірбек Бірназаров               | Не в лонг-листі | [ 41 ]        |
| КНР                      | Прихована людина                                    | 邪不压正 (Xie Bu Ya Zheng)                               | Mandarin                                                     | Цзян Вень                         | Не номінований  | [ 21 ]        |
| Коста-Рика               | Медея                                               | Medea                                                    | іспанська                                                    | Олександра Латишев Салазар        | Не номінований  | [ 42 ]        |
| Колумбія                 | Перелітні птахи                                     | Pájaros de verano                                        | іспанська, гуахіро                                           | Кристіна Ґаллеґо та Чиро Ґерра    | Шорт-лист/9     | [ 4 ]         |
| Косово                   | Шлюб                                                | Martesa                                                  | албанська                                                    | Блерта Зекрі                      | Не номінований  | [ 43 ]        |
| Куба                     | Серхіо та Сергій                                    | Sergio & Sergei                                          | іспанська, англійська, російська                             | Еренесто Даранас                  | Не в лонг-листі | [ 44 ]        |
| Латвія                   | Продовження                                         | Turpinājums                                              | латвійська                                                   | Іварс Селецкіс                    | Не номінований  | [ 45 ]        |
| Литва                    | Прекрасні лузери. Особливий світ                    | Nuostabieji Luzeriai. Kita planeta                       | італійська, англійська, нідерландська                        | Арунас Мателіс                    | Не номінований  | [ 46 ]        |
| Ліван                    | Капернаум                                           | کفرناحوم Capharnaüm                                      | арабська                                                     | Надін Лабакі                      | Номінація       | [ 4 ] [ 6 ]   |
| Люксембург               | Гутланд                                             | Gutland                                                  | люксембурзька, німецька                                      | Ґовінда Ван Маель                 | Не номінований  | [ 47 ]        |
| Малаві                   | Дорога до світанку                                  | The Road to Sunrise                                      |                                                              | Шему Джойя                        | Не номінований  | [ 21 ]        |
| Марокко                  | Вигорання                                           | بورن أوت                                                 | арабська, французька                                         | Нур Еддін Лахмарі                 | Не номінований  | [ 48 ]        |
| Мексика                  | Рома                                                | Roma                                                     | іспанська                                                    | Альфонсо Куарон                   | Перемога        | [ 49 ]        |
| Непал                    | Панчаят                                             | पंचायत                                                     | непальська                                                   | Шивам Адгікарі                    | Не номінований  | [ 50 ]        |
| Нідерланди               | Банкір опору                                        | Bankier van het Verzet                                   | нідерландська                                                | Йорам Люрсен                      | Не номінований  | [ 51 ]        |
| Нігер                    | Обручка                                             | The Wedding Ring                                         |                                                              | Рахмату Кейта                     | Не номінований  | [ 21 ]        |
| Німеччина                | Робота без авторства                                | Werk ohne Autor                                          | німецька                                                     | Флоріан Генкель фон Доннерсмарк   | Номінація       | [ 4 ] [ 6 ]   |
| Нова Зеландія            | Жовтий під забороною                                | Yellow is Forbidden                                      | китайська                                                    | Пітра Бриткеллі                   | Не номінований  | [ 52 ]        |
| Норвегія                 | Що люди хочуть сказати?                             | Hva vil folk si                                          | норвезька, урду                                              | Ірам Гак                          | Не номінований  | [ 53 ]        |
| Пакистан                 | Торт                                                | کیک                                                      | урду                                                         | Асім Аббасі                       | Не номінований  | [ 54 ]        |
| Палестина                | Полювання на привидів                               | إصطياد اشباح (Istiyad ashbah)                            | арабська, англійська                                         | Раєд Андоні                       | Не номінований  | [ 55 ]        |
| Панама                   | Рубен Блейдс — це не моє ім'я                       | Yo No Me Llamo Rubén Blades                              | іспанська, англійська                                        | Абнер Бенаїм                      | Не номінований  | [ 56 ]        |
| ПАР                      | Приший зиму до моєї шкіри                           | Sew the Winter to My Skin                                | африкаанс, коса, англійська                                  | Джаміль Екс.Ті. Кубека            | Не номінований  | [ 57 ]        |
| Парагвай                 | Спадкоємиці                                         | Las herederas                                            | іспанська                                                    | Марсело Мартінессі                | Не номінований  | [ 58 ]        |
| Перу                     | Вічність                                            | Wiñaypacha                                               | аймарська                                                    | Оскар Катакора                    | Не номінований  | [ 59 ]        |
| Південна Корея           | Спалення                                            | 버닝 (Beoning)                                           | корейська                                                    | Лі Чхан Дон                       | Шорт-лист/9     | [ 4 ]         |
| Польща                   | Холодна війна                                       | Zimna wojna                                              | польська                                                     | Павел Павліковський               | Номінація       | [ 4 ] [ 6 ]   |
| Португалія               | Паломництво                                         | Peregrinação                                             | португальська, японська, китайська, латинська, індонезійська | Жуан Бутелью                      | Не номінований  | [ 60 ]        |
| Північна Македонія       | Цілитель                                            | Исцелител                                                | македонська                                                  | Джорце Ставрескі                  | Не номінований  | [ 61 ]        |
| Росія                    | Собібор                                             | Собибор                                                  | російська, німецька, польська, ідиш                          | Костянтин Хабенський              | Не номінований  | [ 62 ]        |
| Румунія                  | Мені плювати, якщо ми увійдемо в історію як варвари | Îmi este indiferent dacă în istorie vom intra ca barbari | румунська                                                    | Раду Жуде                         | Не номінований  | [ 63 ]        |
| Сербія                   | Вандали                                             | Izgrednici                                               | сербська                                                     | Дежан Зечевич                     | Не номінований  | [ 64 ]        |
| Сінгапур                 | Хлопці Баффало                                      | Buffalo Boys                                             | індонезійська, англійська                                    | Майк Вілуен                       | Не номінований  | [ 65 ]        |
| Словаччина               | Перекладач                                          | Tlmočník                                                 | німецька, словацька, російська                               | Мартін Шулік                      | Не номінований  | [ 66 ]        |
| Словенія                 | Іван                                                | Ivan                                                     | словенська, італійська                                       | Янез Бюрґер                       | Не номінований  | [ 67 ]        |
| Тайвань                  | Великий Будда                                       | 大佛普拉斯 (Dà fó pǔ lā sī)                              | тайванська, мандаринська, англійська                         | Хуан Синьяо                       | Не номінований  | [ 68 ]        |
| Таїланд                  | Маліла: Прощальна квітка                            | มะลิลา (Malila)                                           | тайська                                                      | Ануча Боньяватана                 | Не номінований  | [ 69 ]        |
| Туніс                    | Красуня і пси                                       | على كف عفريت (Aala Kaf Ifrit)                            | арабська                                                     | Каутер Бен Ханья                  | Не номінований  | [ 70 ]        |
| Туреччина                | Дика груша                                          | Ahlat Ağacı                                              | турецька                                                     | Нурі Більге Джейлан               | Не номінований  | [ 71 ]        |
| Угорщина                 | Захід                                               | Napszállta                                               | угорська                                                     | Ласло Немеш                       | Не номінований  | [ 72 ]        |
| Україна                  | Донбас                                              | Donbass                                                  | російська, українська                                        | Сергій Лозниця                    | Не номінований  | [ 73 ] [ 74 ] |
| Уругвай                  | У ніч на 12-річчя                                   | La noche de 12 años                                      | іспанська                                                    | Альваро Брехнер                   | Не номінований  | [ 75 ]        |
| Філіппіни                | Скеля, де ловить телефон                            | Signal Rock                                              | філіппінська                                                 | Чито С. Роньйо                    | Не номінований  | [ 76 ]        |
| Фінляндія                | Евтанайзер                                          | Armomurhaaja                                             | фінська                                                      | Теему Ніккі                       | Не номінований  | [ 77 ]        |
| Франція                  | Біль                                                | La douleur                                               | французька                                                   | Еммануель Фінкель                 | Не номінований  | [ 78 ]        |
| Хорватія                 | Восьмий уповноважений                               | Osmi povjerenik                                          | хорватська                                                   | Іван Салай                        | Не номінований  | [ 79 ]        |
| Чехія                    | Усе буде                                            | Všechno bude                                             | чеська                                                       | Олмо Омерзу                       | Не номінований  | [ 80 ]        |
| Чилі                     | І раптом світанок                                   | Y de pronto el amanecer                                  | іспанська                                                    | Сільвіо Кайоззі                   | Не номінований  | [ 81 ]        |
| Чорногорія               | Іскра                                               | Iskra                                                    | сербська                                                     | Ґойко Беркулян                    | Не номінований  | [ 82 ]        |
| Швейцарія                | Ельдорадо                                           | Eldorado                                                 | німецька                                                     | Маркус Імгоф                      | Не номінований  | [ 83 ]        |
| Швеція                   | На межі світів                                      | Gräns                                                    | шведська                                                     | Алі Аббасі                        | Не номінований  | [ 84 ]        |
| Японія                   | Крамничні злодюжки                                  | 万引き家族 (Manbiki Kazoku)                              | японська                                                     | Хірокадзу Корееда                 | Номінація       | [ 4 ] [ 6 ]   |